# Seversin
Seversin è un serial televisivo romantico turco composto da 20 puntate, trasmesso su Kanal D dal 1º giugno al 10 ottobre 2022 in seguito alla cancellazione causata dall'aumento dei costi di produzione. È diretto da Serdar Gözelekli e Deniz Çelebi Dikilitaş, scritto da Barış Erdoğan e İlker Arslan, prodotto da D Productions ed ha come protagonisti İlayda Alişan e Burak Yörük.

## Trama
Asya Çelikbaş è una ragazza ambiziosa con una vita molto semplice e ordinaria, lavora come commessa in un centro commerciale e da sempre sogna di andare al liceo e all'università. Un giorno Asya è entrata accidentalmente sul set di un progetto cinematografico dove notata dal regista, che l'ha invitata a interpretare il ruolo principale nel suo film. Asya non era preparata per una svolta così brusca del destino, ma ha capito che questa era una grande opportunità per lei e ha accettato. Tolga Tuna è un attore di grande successo viziato dall'attenzione dei suoi fan. Dopo che Asya ha recitato nel film, Tolga è diventato il suo partner e con il tempo tra i due nasce una relazione.

## Episodi
| Stagione       | Episodi | Prima TV Turchia | Prima TV Italia |
| -------------- | ------- | ---------------- | --------------- |
| Prima stagione | 20      | 2022             | inedita         |

## Personaggi e interpreti

### Personaggi principali
Protagonisti
- Asya Çelikbaş (episodi 1-20), interpretata da İlayda Alişan.
- Tolga Tuna (episodi 1-20), interpretato da Burak Yörük.

Co-protagonisti
- Suzan Tuna (episodi 1-20), interpretata da Nergis Kumbasar.
- Şerife Çelikbaş (episodi 1-20), interpretata da Zeynep Kankonde.
- Nesrin Akkuş (episodi 1-20), interpretata da Ceren Taşçı.
- Bahri Zıpkın (episodi 1-19), interpretato da Mehmet Bilge Aslan.
- Ferdi Kutlu (episodi 1-9), interpretato da Ozan Dağgez.
- Handan Çelikbaş (episodi 1-20), interpretata da İlkin Tüfekçi.
- Kadir Çelikbaş (episodi 1-20), interpretato da Halil İbrahim Kurum.
- Nazlı Çelikbaş (episodi 1-20), interpretata da Ergül Miray Şahin.
- Selin Zıpkın (episodi 1-19), interpretata da Hazal Benli.
- Selçuk (episodi 1-13), interpretato da Yiğit Dikmen.
- Hakan (episodi 1-20), interpretato da Atakan Yılmaz.
- Zeynep (episodi 1-20), interpretata da Ceren Yıldırım.
- Yönetmen (episodi 1-19), interpretato da Eren Demirbaş.
- Hediye (episodi 1-20), interpretata da Yağmur Gurur.
- Gül (episodi 1-19), interpretata da Nurdan Tunay Kekeç.
- Kagi (episodi 1-19), interpretato da Eren Demirbas.

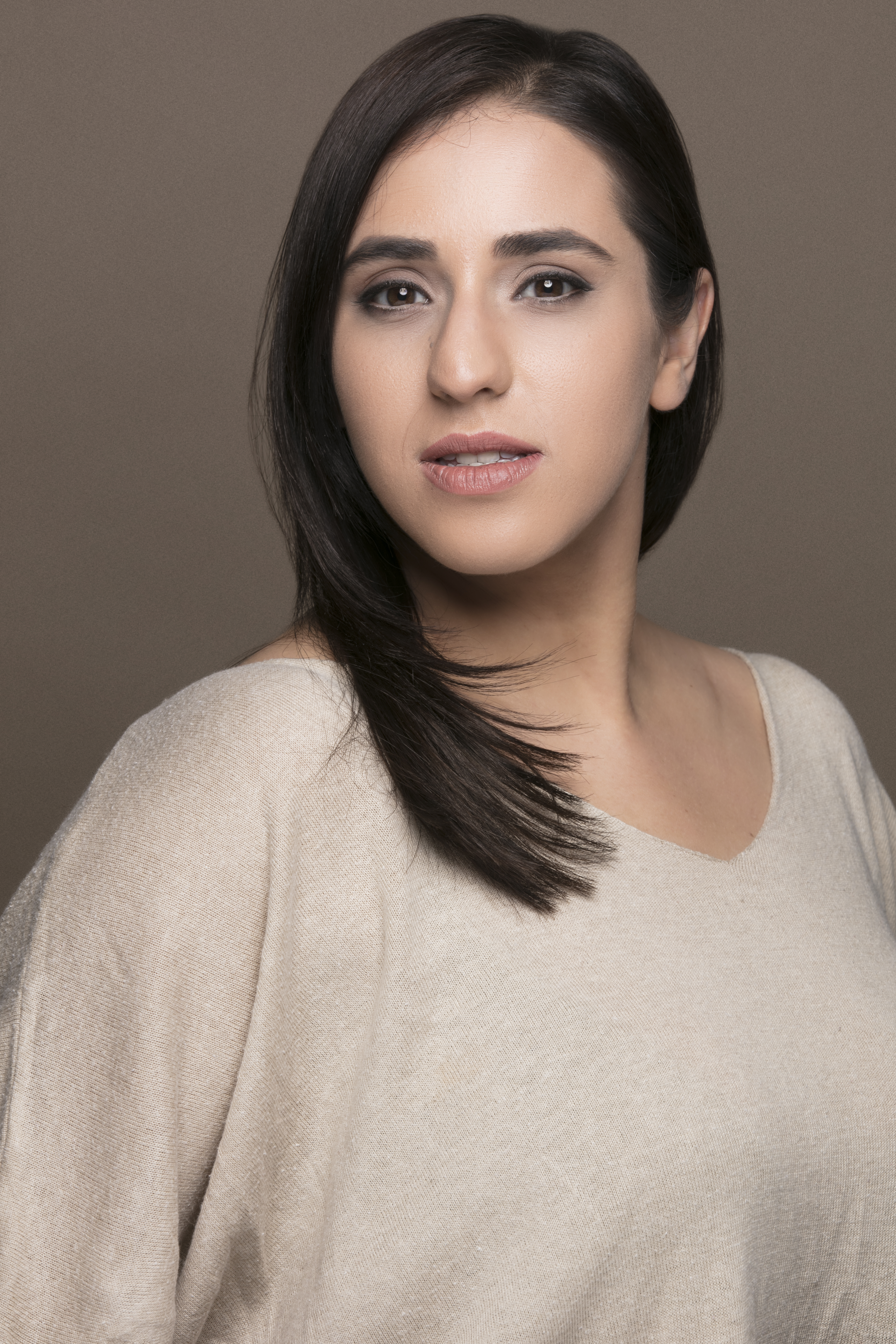
Ceren Taşçı interpreta Nesrin Akkuş

### Personaggi secondari
- Şenay (episodio 2), interpretata da Deren Talu.
- Şule (episodio 3), interpretata da Elif Çapkın.
- Paramedico (episodio 6), interpretato da Sahin Dirik.
- Onur Yekta (episodio 9), interpretato da Ömer Faruk Çavus.
- Set Calisani (episodi 9, 15), interpretato da Caner Akalin.
- Sefa (episodio 10), interpretato da Bülent Polat.
- Magaza Mudiresi (episodio 11), interpretata da Nuray Serefoglu.
- Selami (episodio 13), interpretato da Kadir Polatçi.
- Nihat (episodio 13), interpretato da Yavuz Seçkin.
- Kudret Kanman (episodi 15-18), interpretato da Özhan Carda.

## Produzione
La serie è diretta da Serdar Gözelekli e Deniz Çelebi Dikilitaş, scritta da Barış Erdoğan e İlker Arslan e prodotta da D Productions.

### Riprese
Le riprese della serie sono state effettuate sulla spiaggia di Muğla e a Istanbul, in particolare nei distretti di Beşiktaş, Beykoz e Galata.

## Distribuzione

### Turchia
In originale la serie è stata trasmessa su Kanal D dal 1º giugno al 10 ottobre 2022 in seguito alla cancellazione causata dall'aumento dei costi di produzione.
Composizione puntate
In originale la serie è composta da un'unica stagione di 20 puntate, ognuna delle quali ha una durata di 120 minuti circa.

## Riconoscimenti
Pantene Golden Butterfly Awards
- 2022: Candidatura come Miglior serie televisiva di commedia romantica per Seversin[16]
- 2022: Candidatura come Miglior coppia televisiva ad İlayda Alişan e Burak Yörük[16]
- 2022: Premio come Miglior attrice in una serie comica romantica ad İlayda Alişan[16]
- 2022: Premio come Miglior attore in una serie comica romantica a Burak Yörük[16]
- 2022: Candidatura come Miglior attrice in una serie comica romantica a Nergis Kumbasar[16]